# 吉格·扬
吉格·扬（英語：Gig Young，1913年11月4日—1978年10月19日），出生名拜伦·埃尔斯沃思·巴尔（英語：Byron Elsworth Barr），美国男演员，曾3次获得奥斯卡最佳男配角奖提名，并凭借电影《攞命舞》获得该奖项。